# フォンタナ (カリフォルニア州)
フォンタナ（英: Fontana、発音: [fɒnˈtænə]）は、アメリカ合衆国カリフォルニア州の南部サンバーナーディーノ郡にある都市である。人口は20万8393人（2020年）。インランド・エンパイアと呼ばれるロサンゼルス内陸の心臓部にある。

## 概要
フォンタナは1世紀にわたって、養鶏場、養豚場や柑橘類とクルミの果樹園の多い田園町だったが、ロサンゼルスやその近隣都市のベッドタウンとなり、輸送産業の戦略的中継点となることで急速に成長してきた。これは市内を東西に貫く州間高速道路10号線や州道210号線と町の北西部を斜めに横切る州間高速道路15号線のように幾つかの幹線道路が交差するという地域特性によるものである。これら主要道路があることで市内の工業地帯には多くの物流センターが建ち並び、道路や鉄道で物資がロサンゼルス港やロングビーチ港から運ばれ、北アメリカ大陸全体に出荷されている。
南カリフォルニアの山岳リゾート地、海浜、湖および砂漠地帯から近い距離にあるが、市自体も観光地になりつつある。サンバーナディーノ郡の図書館システムでは最大の図書館、改修された歴史ある劇場、広大な新しい市民公園、および昔はカイザー製鉄所があった場所に造られたNASCARのレース場であるオートクラブ・スピードウェイなど幾つか新しく建設されたランドマークがある。またフォンタナ・デイズ・ハーフマラソンと5 km 競走も開催されている。この競技会があるコースは世界でも記録の出やすいハーフマラソン・コースとされている。

## 歴史
フォンタナの町は1913年、A・B・ミラーによって設立され、当初は柑橘類の果樹園、ぶどう園および養鶏場がある農業町であり、アメリカ国道66号線（現在はフットヒル・ブールバードと呼ばれている）や多くの鉄道が交差する地にあった。第二次世界大戦の時に町は急速な変容を遂げた。ヘンリー・J・カイザーの製鉄所はミシシッピ川より西では唯一の製鉄所だった。サンバーナディーノ・フリーウェイが町を通ったことで成長が加速され、サンバーナーディーノの傑出した工業地帯になっていった。
ロスとバイオレットのゲスラー夫妻が移住してきて、そのアロー・ブールバードにある自宅の温室でロス・ゲスラー蘭を開発した。その孫デビッド・エシェルマンはフォンタナ市長になった。
1950年代と1960年代、NHRAの重要な会場であるドラッグ・レース場があった。正式にはミッキー・トンプソンのフォンタナ国際ドラッグウェイと呼ばれ、フォンタナ・ドラッグシティともあるいはフォンタナ・ドラッグストリップとも呼ばれた。当初のレース場はその後長く廃止されたままだったが、NASCARオーナーの新しいオートクラブ・スピードウェイが2006年半ばにオープンし、NHRAのドラッグレースの伝統を引き継ぐことになった。
フォンタナとクカモンガの間の西部郊外フットヒル・ブールバードにあるローバルの自動車博物館には、1920年代や1930年代のクラシックカーが多く置かれ、映画俳優ファッティ・アーバックルが所有していた巨大な車もあった。この博物館が閉鎖され、車はネバダ州のカジノ・オーナーで自動車収集家、ビル・ハラーに売却され、そのカジノにある博物館に移された。
2000年の国勢調査で市の人口は128,929人に過ぎなかったが、2010年では190,356 人と推計されている。この急速な成長は市内北部の未開発地域で多くの大規模住宅開発が続いたこと、2006年から2007年にサンバーナディーノ郡の未編入飛び地を多く吸収合併したことが寄与してきた。

## 地理

### 地勢
フォンタナ市の大部分は、東に隣接するリアルトやサンバーナディーノ各市と同様、地質学的に若く、主に完新世と更新世に堆積された、近くのライトル・クリークからのなだらかに南に傾斜している扇状地の上にある。市の西端にあるエティワンダ・クリークから同じ時期に堆積した沈殿物もある。しかし、市の北端と南端はそれより古く、それぞれサンガブリエル山脈とフルパ山脈によって形成されている。フルパ山脈は主に白亜紀と古生代の岩石でできており、サンガブリエル山脈はさらに古く原生代に形成されたものを含んでいる。フォンタナ市内から見えるサンガブリエル山脈の峰では標高2,700メートルのクカモンガ峰が著名である。さらにシエラマドレ断層と連続するクカモンガ断層が市の北部、サンガブリエル山脈の麓を走っており、そこではハンターズリッジやコヨーテ・キャニオン計画地域社会が著名である。この断層ではマグニチュード6.0ないし7.0の地震が起こり得ると推算されている。
アップランド・アベニューとシエラ・アベニューの交差点北東隅から計測して、市役所のある中心街の標高は377メートルである。市域内最高地点はハンターズリッジのパノラマ地区北端の792メートルである。最低地点は市の最南西隅にあるエティワンダ・アベニューとフィラデルフィア・アベニューの交差点の256メートルである。この標高差はライトル・クリーク扇状地が南に傾斜しているためである。

### 気候
フォンタナ市はモハーヴェ砂漠からサンガブリエル山脈のカホン峠を抜けてくる暑く乾燥したサンタアナ風の影響を受けることが多い。夏は極端に暑く、38℃を超えることがある。

## 人口動態
以下は2000年の人口統計データである。
| 基礎データ - 人口: 128,929人 - 世帯数: 34,014世帯 - 家族数: 29,013家族 - 人口密度: 1,378.2/人/km2（3,569.7人/mi2） - 住居数: 35,908軒 - 住居密度: 383.8軒/km2（994.2軒/mi2） 人種別人口構成 - 白人: 44.99% - アフリカン・アメリカン: 11.83% - ネイティブ・アメリカン: 1.12% - アジア人: 4.36% - 太平洋諸島系: 0.33% - その他の人種: 31.94% - 混血: 5.42% - ヒスパニック・ラテン系: 57.72% 年齢別人口構成 - 18歳未満: 37.8% - 18-24歳: 10.3% - 25-44歳: 32.4% - 45-64歳: 14.7% - 65歳以上: 4.7% - 年齢の中央値: 26歳 - 性比（女性100人あたり男性の人口） - 総人口: 98.5 - 18歳以上: 95.2 | 世帯と家族（対世帯数） - 18歳未満の子供がいる: 57.6% - 結婚・同居している夫婦: 62.5% - 未婚・離婚・死別女性が世帯主: 15.5% - 非家族世帯: 14.7% - 単身世帯: 10.9% - 65歳以上の老人1人暮らし: 3.6% - 平均構成人数 - 世帯: 3.78人 - 家族: 4.02人 収入と家計 - 収入の中央値 - 世帯: 45,782 米ドル - 家族: 46,957米ドル - 性別 - 男性: 36,062米ドル - 女性: 26,305米ドル - 人口1人あたり収入: 14,208米ドル - 貧困線以下 - 対人口: 14.7% - 対家族数: 12.2% - 18歳未満: 18.2% - 65歳以上: 10.3% |

### 統計
| 人口 2012年予測: 201,269 人 2007年推計: 183,640 人 2000年国勢調査: 128,929 人 1990年国勢調査: 87,444 人 人口成長率 1990年 - 2000年 47.44% 世帯数 2012年予測: 50,426 世帯 2007年推計: 43,852 世帯 2000年国勢調査: 34,014 世帯 1990年国勢調査: 26,283 世帯 世帯数成長率 1990年 - 2000年 29.41% 2007年の民族別構成 白人: 66,568; 38.72% アフリカン・アメリカン: 21,470; 12.49% ネイティブ・アメリカン: 1,901; 1.11% アジア人: 8,091; 4.71% 太平洋諸島系: 520; 0.30% その他: 63,661; 37.03% 混血: 9,705; 5.65% 2007年のヒスパニック系民族構成 非ヒスパニック: 60,368; 35.11% ヒスパニック系: 111,548; 64.89% メキシコ人: 88,971; 79.76% プエルトリコ人: 1,250; 1.12% キューバ人: 512; 0.46% その他のヒスパニック系: 20,815; 18.66% | 2007年の持ち家比率 自家: 30,727; 70.07% 借家: 13,125; 29.93% 2007年の世帯人数 3.91 2007年の世帯収入層別 $15,000未満: 4,210; 9.60% $15,000 - $24,999: 4,180; 9.53% $25,000 - $34,999: 4,431; 10.10% $35,000 - $49,999: 6,669; 15.21% $50,000 - $74,999: 9,546; 21.77% $75,000 - $99,999: 6,778; 15.46% $100,000 - $149,999: 6,045; 13.79% $150,000 - $249,999: 1,731; 3.95% $250,000 - $499,999: 227; 0.52% $500,000以上: 35; 0.08% 2007年の平均世帯年収 $65,548 2007年の世帯収入中央値 $56,380 2007年の一人当たり収入 $16,791 |

## 経済

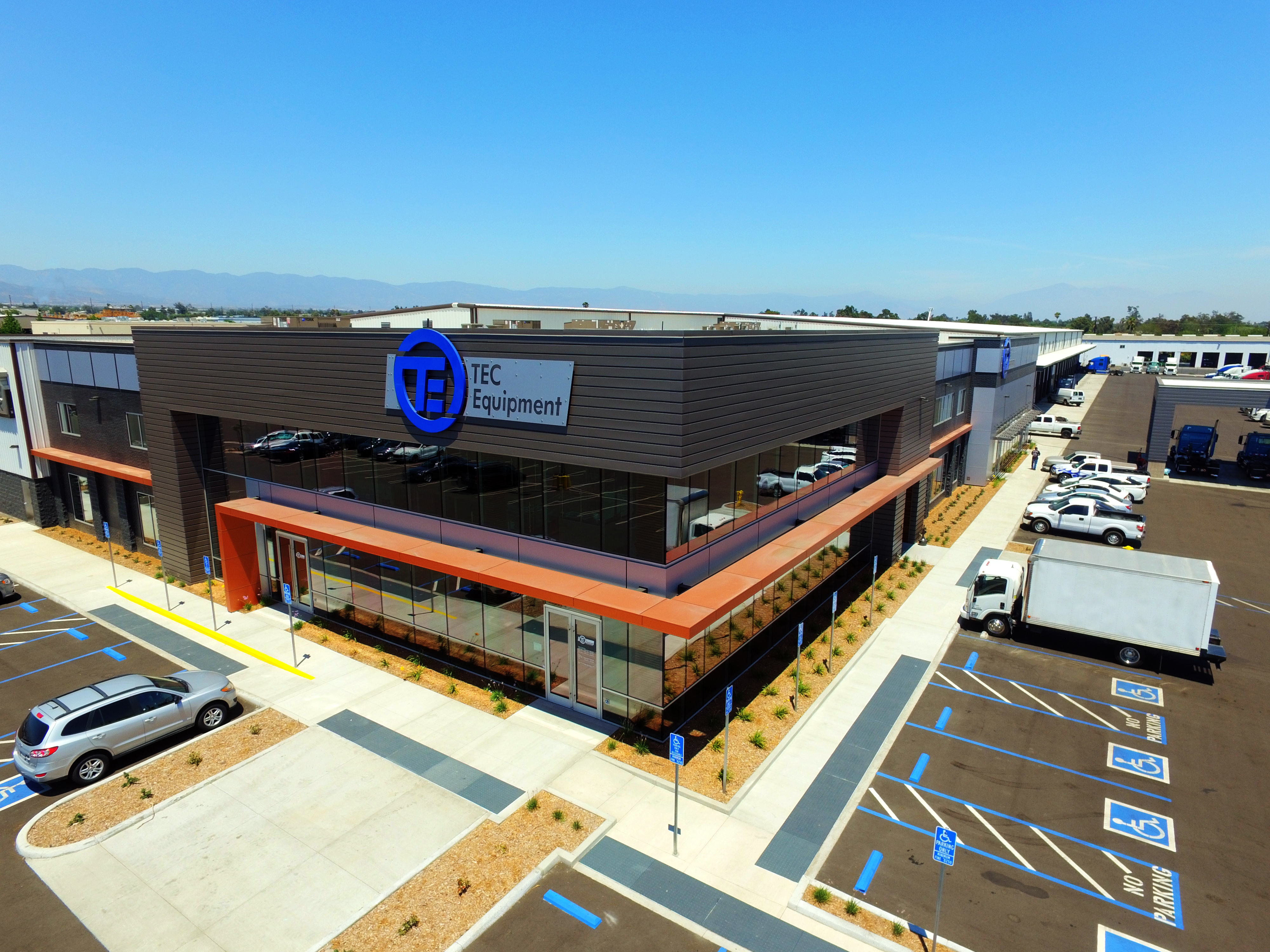
企業団地

フォンタナの経済は工業を基盤として特にトラック輸送産業によって推進されている。市内には幾つかのトラック販売店やその他製造設備販売センターがあり、隣接するオンタリオ、ランチョクカモンガ各市と同様、トヨタ、ターゲット、シアーズ、メルセデス・ベンツ、サザンカリフォルニア・エディソン、ホームショッピング・ネットワークおよびアベリー・デニソンなど多くの物流センターがある。他に建材や地元で使われる製品の小さな製造業者や、小さな自動車販売店とスクラップ回収所も多くある。フォンタナの経済は少なくとも近年のサブプライムローン危機に発する金融危機が起きるまでは、新しい住宅の計画、開発、建設で大いに賑わっていた。市内北端のサミットハイツ・ゲートウェイ/ファルコンリッジ・タウンセンターや南部のパームコートなど多くのショッピングセンターもある。幾つかの主要アベニューやブールバードに沿って、「ミラクルマイル」のような商業ゾーンもある。公式のフォンタナ自動車センターもこのゾーンにあり、2つの自動車販売店が入っている。
フォンタナの包括的年間財務報告書2008年版によれば、市内の大きな雇用主トップ10は以下の通りである。
| 順位 | 雇用主                                           | 従業員数           |
| ---- | ------------------------------------------------ | ------------------ |
| 1    | カイザー病院と医療グループ                       | 6,000              |
| 2    | フォンタナ統合教育学区                           | 4,584              |
| 3    | ラジョースキ・マーケティング・エンタプライジーズ | 2,000              |
| 4    | フォンタナ市役所                                 | 636（常勤者のみ）* |
| 5    | セレスティカ                                     | 525                |
| 6    | シュナイダー・ナショナル・キャリア               | 342                |
| 7    | アメロン製鉄製造事業部                           | 330                |
| 8    | バッテリー・システムズ                           | 308                |
| 9    | ウォルマート                                     | 290                |
| 10   | アメリカン・セキュリティ・プロダクツ             | 262                |

しかし、フォンタナ市経済最大の推進者はおそらくオートクラブ・スピードウェイである。事実上市域内にはないが、毎年数日間何万人ものレースファンと数多いレーシングチームが地域を訪れており、地元のレストラン、モーテル、ホテルおよび自動車修理工場にとっては大きな収入源になっている。

## 文化、スポーツ、レクリエーション

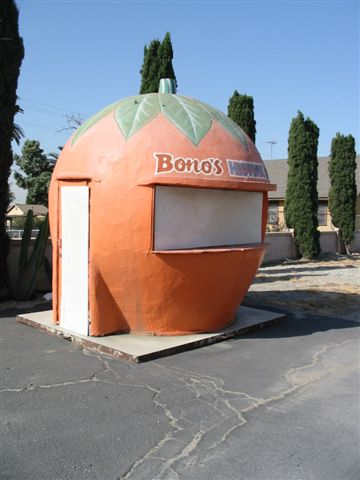
ボノの歴史あるオレンジ、アメリカ国道66号線にあるこのオレンジは昔この地域では普通にあったオレンジの形をした販売所である。 これは1936年に造られ、1997年に現地に移された

### センターステージ
センターステージ劇場はシエラ・アベニューのルイス図書館に隣接してある。1937年に建築家C・H・ボラーによってアール・デコ調で建設されたこの元映画館は、数十年間別の用途に使われていた後の2004年から2008年に改修され、ライブディナー劇場に変わった。フォンタナ市政委員会が600万ドルの改修費用を手当てした。2008年7月25日オープンした。

### アート・デポ
アート・デポはフォンタナに当初からあった地域社会中心であり、特殊化された文化芸術施設である。当初は1915年にパシフィック電気鉄道の貨物駅として建設され、現在はヘレン・パットナム歴史広場に新しく造られたパシフィック電気トレイルに沿って建っている。ここでは芸術の授業、オープンスタジオ活動および特別の行事が行われている。

### アーティスト・ショーケース
市役所にあるアーティスト・ショーケース計画はフォンタナ市が文化芸術に肝入れしていることを示すために開発された。季節毎のアーティスト・ショーケースによって住民は地元の芸術家を知ることになる。
この計画の目的の一つは芸術家がその芸術形態を開発するプロセスを紹介することであり、作品に命を与える方法を知ることである。季節毎のショーケースに選ばれるそれぞれの芸術家は、市役所の市政委員会室フォワイエで3か月間作品を展示することを求められる。この芸術家は小さなプレゼンテーションを行い、フォンタナ・コミュニティ会員との会食に招待され、市政委員会に提案される。さらに選ばれた各芸術家は地元フォンタナ実業界から僅かばかりの奨学金を授与される。

### オートクラブ・スピードウェイ
毎年NASCARスプリントカップの2つの行事と他に小さなレースを開催するオートクラブ・スピードウェイはフォンタナの未編入地域、チェリー・アベニュー沿いにある。元カイザー製鉄の工場跡に建設された。この工場の大きな溶解炉は中国に売却され、残っている施設は日本のJFE製鉄が所有するカリフォルニア製鉄が操業している。

### フォンタナ公園
フォンタナ公園はサミット・アベニューとライトル・クリーク道路のある市北部に位置し、2008年10月25日にオープンして以来市内で2番目に大きな市民公園となっている。ここには大きな最新鋭コミュニティセンター、水上スポーツセンター、スケート公園および子供向け遊技広場がある。

## 政治

### 市政府
フォンタナ市の最近の包括的年間財務報告書に拠れば、市の歳入は3億4,800万ドル、歳出は2億2,400万ドル、総資産13億7,160万ドル、総負債7億5,410万ドル、現金と投資額2億5,130万ドルである。
フォンタナしはカリフォルニア州議会が採択した法典による一般法都市である。選挙で選ばれる市長と市政委員会が市政を行っている。市長、市政委員会委員、事務官および財務官は4年ごとに選挙で選ばれている。

### 公衆安全
2008年7月1日時点で、フォンタナ市は独自の消防地区（消防署に類似）がある。以前はサンバーナディーノ郡消防署と業務契約をしていた。アメリカ救急医療事務所が救急車に乗った救急医療隊員と共に患者の搬送を請け負っている。
また独自の警察署を持っているが、未編入地域についてはサンバーナディーノ郡保安部が使われている（主にフォンタナ支署から、あるいはウェストバレー/ランチョクカモンガ地域署からの支援による）。

### 州議会と連邦議会
カリフォルニア州議会上院では第32選挙区に属する。また下院では第62および第63選挙区に属する。連邦議会下院では州第43選挙区に属している。クック投票動向指数では民主党+10である。2008年時点で州議会の下院議員1人を除いて民主党議員が代表を務めている。

## 教育

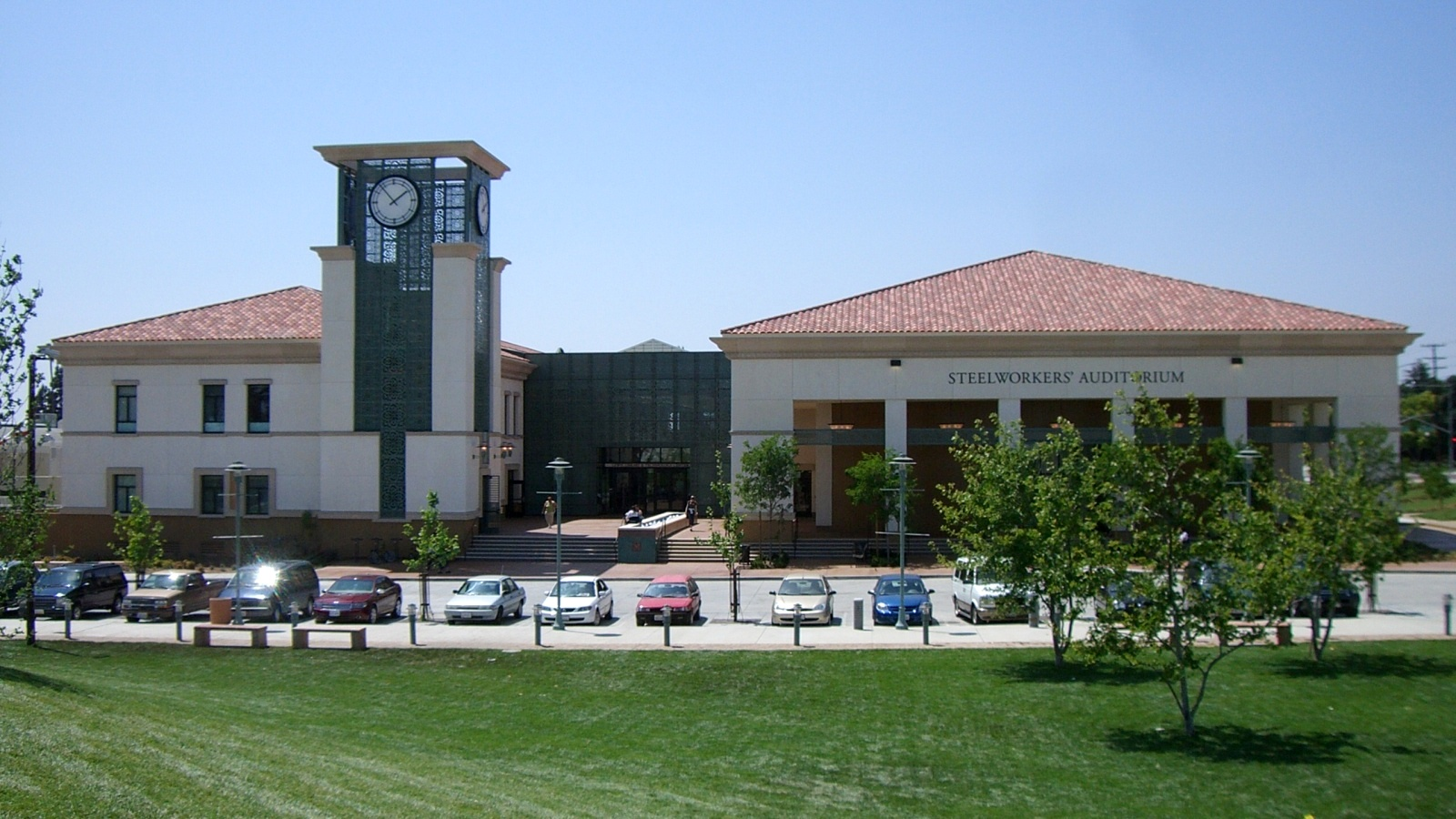
ルイス図書館と技術センター

### ルイス図書館
フォンタナ市の傑出し良く知られたランドマークとしてルイス図書館と技術センターがあり、2008年4月に開館した。総工費は6,000万ドル以上の推計され、民間と公共予算を組み合わせて実現された。サンバーナディーノ郡の図書館システムでは最大のものである。
この図書館はシエラ・アベニューの中心街にある。その特徴は次のようなものである。
- 新本棚、読書室および子供図書館、マーティン・ルーサー・キング・ジュニア牧師の名を冠している
- 142,000冊の蔵書、これには 7,850の参考図書、メディア、定期刊行物を含む
- 歴史文書室、フォンタナ歴史協会が維持
- 電子データベース、ソフトウェア・アプリケーション、オンライ情報源やインターネットへの遠隔接続
- 宿題クラブと宿題センター
- スペイン語と家庭教材
- コンピュータ技術支援訓練センター
- 指導プログラムのあるリテラシーセンター
- 職業センター
- 公共用途のコンピュータ・ワークステーション203台、スペイン語の25台を含む
- 地域集会所、330席の集会、講義、特別プレゼンテーション用公会堂
- 書店とコーヒースタンド
- 地下駐車場

この建物には市役所の事務室も入っている。

### メアリー・ベーグル・センター
フォンタナ市にはメアリー・ベーグル科学と自然センターがある。市の南部フルパ山脈の麓にあり、幅広い環境教育活動の機会を提供している。ここには爬虫類観察所、モニター、ジオラマおよび実践プログラムがある。広さ1エーカー (4,000 m²) の池、長さ5 kmのハイキングコース、および州内では9番目に重要な岩面陰刻がある。タカ、ウサギ、シカ、ガラガラヘビ、キツネおよびボブキャットが棲息している。学校の科学冒険クラブや夏季科学冒険デイキャンプの後、ジュニア・レンジャー・プログラム、イーグルスカウト・プログラム、自然発見ウォークとインディアン・プレゼンテーションが可能である。
このセンターの美化、保存および維持には、多くの個人篤志家やボランティアグループが関わっている。

### 公立学校
フォンタナ統合教育学区が7校の高校を管轄している。
市民の大半はフォンタナ統合教育学区内の学校に通う。市の北西部はエティワンダ教育学区とシャッフィ合同高校学区も一部関わっている。南東部はコルトン合同教育学区が一部関わっている。北東部はリアルト統合教育学区が一部関わっている。

## インフラ

### 交通

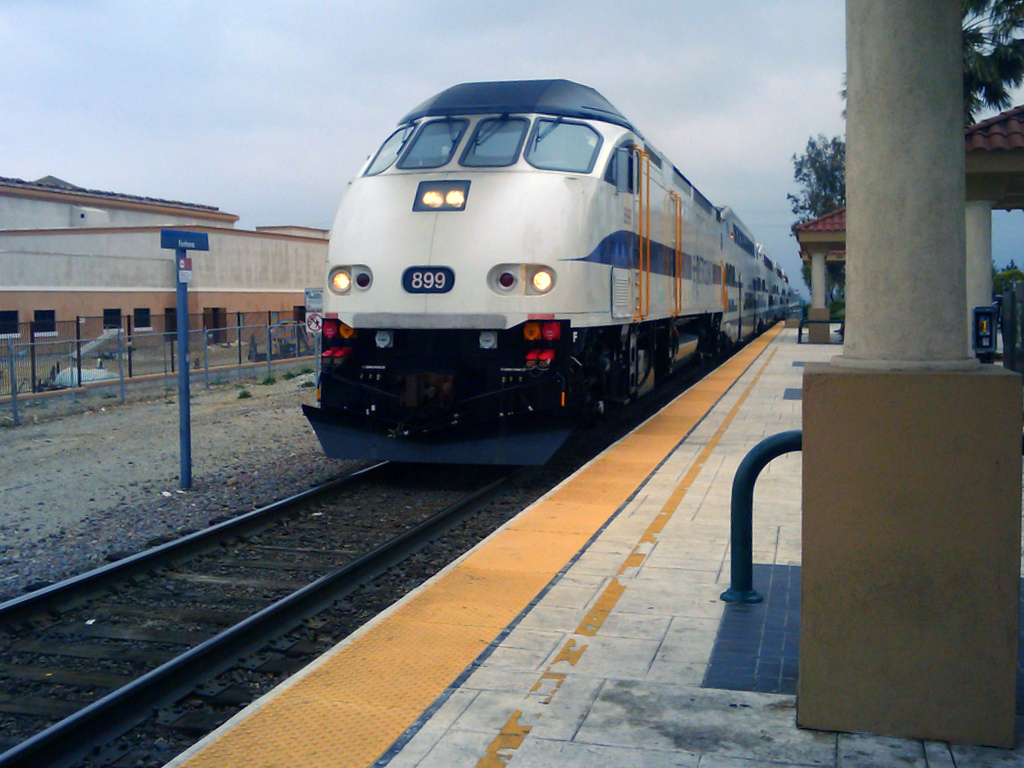
フォンタナ駅のメトロリンク列車

メトロリンクが、フォンタナ駅とユニオン駅を結んでいる。オンタリオ国際空港までは所要10分の距離である。市内ではオムニトランズのバス便を利用できる。
- サンバーナディーノ・フリーウェイ（州間高速道路10号線）
- オンタリオ・フリーウェイ（州間高速道路15号線）
- フットヒル・ブールバード（歴史あるアメリカ国道66号線）
- フットヒル・フリーウェイ（州道210号線）

### 公共施設
フォンタナ市の電力は南カリフォルニア・エディソン社から得ている。ガスの供給は南カリフォルニア・ガス社である。電話とインターネットはAT&Tとヴェライゾンであるが、ヴェライゾンは小部分に過ぎない。タイム・ワーナー・ケーブルがケーブルテレビとインターネットを提供している。バーテック・ウェイストが市内のゴミ収集を請け負っている。バーテックは定期的な収集とリサイクル計画も担当している。水道会社は5つあるが、どれも供給地域は重複していない。下水道はインランド・エンパイア公共事業部が担当しているが、料金はフォンタナ市が払っている。

### 医療
フォンタナ市にはカイザー・パーマネンテ・フォンタナ病院がある。シエラ・アベニューにあり、シエラ・アベニュー、マリーゴールド・アベニュー、パルメット・アベニューおよびバレー・ブルールバードに囲まれたブロックの大半を占有している。インランド・エンパイア地域では最大の広さを持つ医療施設である。さらに幾つかの建物は市内で最高および最大の規模でもある。この病院には60の分化された部局と救急医療部がある。
市内北縁の「ミラクルマイル」沿いにはシエラ・サンアントニオ医療プラザがあり、サンアントニオ・コミュニティ病院が支援する広さ6万平方フィート (5,600 m²) の外来センターと医療事務所棟がある。ここでは救急医療、放射線診断、内科、および薬局がある。ここには広さ3,000平方フィート (280 m²) の教育室もあり、地域への講義、人間ドック、啓蒙活動、母親教室、蘇生救急学習などが開催されている。

## 大衆文化の中で
- ロックバンドの「ピグミーラブ・サーカス」はアルバムThe Power of Beefの中にDrug run to Fontanaという歌を入れている。
- 映画『ターミネーター2』の製鉄所シーンは使われなくなったカイザー製鉄所で撮影された。
- ヘルズ・エンジェルスのモーターサイクルクラブは1948年にフォンタナで設立された。その設立趣意書はバードゥー・チャーターと呼ばれ、サンバーナディーノ郡の渾名が使われている[14]。

### 文学
- マイク・デイビス、"Junkyard of Dreams": Chapter 7 of City of Quartz、1990年

### 著名な出身者、住人
- トラビス・バーカー、ドラマー、The Aquabats、ブリンク 182、The Transplants、Plus 44、Box Car Racerに所属[15]
- ニック・バーネット、NFLアメリカンフットボール選手、グリーンベイ・パッカーズ[16]
- コリー・ベンジャミン、元NBAバスケットボール選手[17]
- シェルトン・ブルックス、音楽家、作詞家[18]
- アル・カポネ、ギャングの親分、酒類密造者、一次フォンタナ市タマリンド・アベニューに家があった、煙突の南側に"C"のマークが見られる [18]
- ジェシー・シャベス、MLBメジャーリーグベースボール選手[19]
- チャクワディ・チジンデュ、サッカー選手、チーヴァスUSA[20]
- グレッグ・コルブラン、MLBメジャーリーグベースボール選手[21]
- マイク・デイヴィス、著作家、解説者[22]
- モーリス・エデュ、サッカー選手、レンジャーズF.C.[23]
- ビル・ファッガーバッケ、テレビ俳優、声優、『スポンジ・ボブ』に出演[24]
- サミー・ヘイガー、ロックミュージシャン（ギターとボーカル）、元モントローズとヴァン・ヘイレンのメンバー[25]
- スコット・カール、MLBメジャーリーグベースボール選手、ミルウォーキー・ブルワーズ、コロラド・ロッキーズ、 アナハイム・エンゼルス[26]
- サム・ハリファ、元メジャーリーグベースボール選手、[27]
- ジェフリー・リーファー、元メジャーリーグベースボール選手[28]
- ホイットマン・メイヨー、テレビ俳優、『Sanford and Son』に出演、フォンタナ市に住み、一次フォンタナ・デイズ・パレードのグランドマーシャルを務めた[18]
- トロイ・パーシバル、メジャーリーグベースボール選手、タンパベイ・レイズ[29]
- ケン・プライマス、俳優、『マッシュ』に出演[30]
- レオ・ロメロ、プロのスケートボード選手
- ショーン・ルークス、元NBAバスケットボール選手[31]
- アレクシス・サーナ、カナディアン・フットボール・リーグの選手、ウィニペグ・ブルーボマーズ[32]